# Stein (Gemeinde Prägraten am Großvenediger)
Stein ist eine Streusiedlung in der Gemeinde Prägraten am Großvenediger. Die Ortschaft wird zur Fraktion Bobojach gezählt.

## Geographie
Stein liegt oberhalb bzw. nördlich der Fraktion Bobojach und besteht aus den Bauernhöfen Obersteiner (Bobojach 1a) und Untersteiner (Bobojach 2), wobei der Hof Untersteiner in rund 1440 und der Hof Obersteiner in rund 1450 Metern liegt. Erreichbar sind die beiden Höfe aus westlicher Richtung von Bobojach und Wallhorn aus, wobei der Hof Untersteiner rund 300 Meter südöstlich des Hofes Obersteiner liegt.

## Bauwerke
Die beiden Hofstellen Obersteiner und Untersteiner bestehen jeweils aus mehreren Gebäuden, wobei vor allem die Kapelle in Oberstein von Bedeutung ist. Die Kapelle zur heiligen Dreifaltigkeit, auch Stoanakapelle genannt, ist ein kleiner Kapellenbau über rechteckigem Grundriss mit polygonalem Schluss. Wahrscheinlich im 17. Jahrhundert an der Stelle einer Vorgängerkapelle errichtet, verfügt das Bauwerk über ein schindelgedecktes Satteldach und einen eingangsseitigen Dachreiter mit Glocke, der von Kugel und Wetterhahn sowie einem Kreuz bekrönt ist. Die Eingangswand ist durch ein Rechteckportal mit Sichtfenster und einer Lichtöffnung im Giebelfeld durchbrochen, die südliche Längswand verfügt über zwei Rechteckfenster. Im Inneren finden sich ein Tonnengewölbe über hölzernem Profilgesims sowie ein gefliester Fußboden. Der hölzerne Altar mit polychromer Steinfassung wurde vermutlich im 17. Jahrhundert gefertigt und zeigt im Altarblatt aus dem Anfang des 19. Jahrhunderts die Krönung der heiligen Dreifaltigkeit. Im Auszug befindet sich ein Mariahilf-Bild des Cranach-Typus, zudem werden die Säulen von hölzernen Figuren des heiligen Petrus und des heiligen Paulus flankiert. In der Sockelzone befinden sich zudem Statuetten der heiligen Andreas und Johannes Nepomuk. Des Weiteren beherbergt die Kapelle zahlreiche Bildwerke und ein Gemälde einer Kreuzigungsgruppe. Die sechs Konsolenfiguren stammen aus der zweiten Hälfte des 18. Jahrhunderts.